# 方光华
方光华（1966年1月—），男，汉族，湖南益阳人，中华人民共和国学者、政治人物。研究生学历，博士学位、教授。

## 生平
1987年7月，在湘潭大学获得学士学位。之后在西北大学中国思想文化研究所获得硕士、博士学位。1993年7月参加工作，留校任教，1999年晋升教授。1999年9月加入中国民主建国会。1999年10月，在日本京都同志社大学研修。
2001年5月，任西北大学文博学院院长。2006年4月，任西北大学副校长。2008年6月，任陕西省教育厅副厅长。2010年12月，任西北大学校长。2012年8月，任西北大学校长、民建陕西省委员会副主委。2015年2月，任西安市人民政府副市长。
2018年1月，当选第十三届全国政协委员。同年10月，任陕西省人民政府副省长、省工商联主席。2023年1月，当选为陕西省人大常委会副主任，同年6月辞职。